# Яструб-ящірколов
Я́струб-ящірко́лов (Kaupifalco monogrammicus) — вид яструбоподібних птахів родини яструбових (Accipitridae). Мешкає в Африці на південь від Сахари. Це єдиний представник монотипового роду Яструб-ящірколов (Kaupifalco).

## Опис

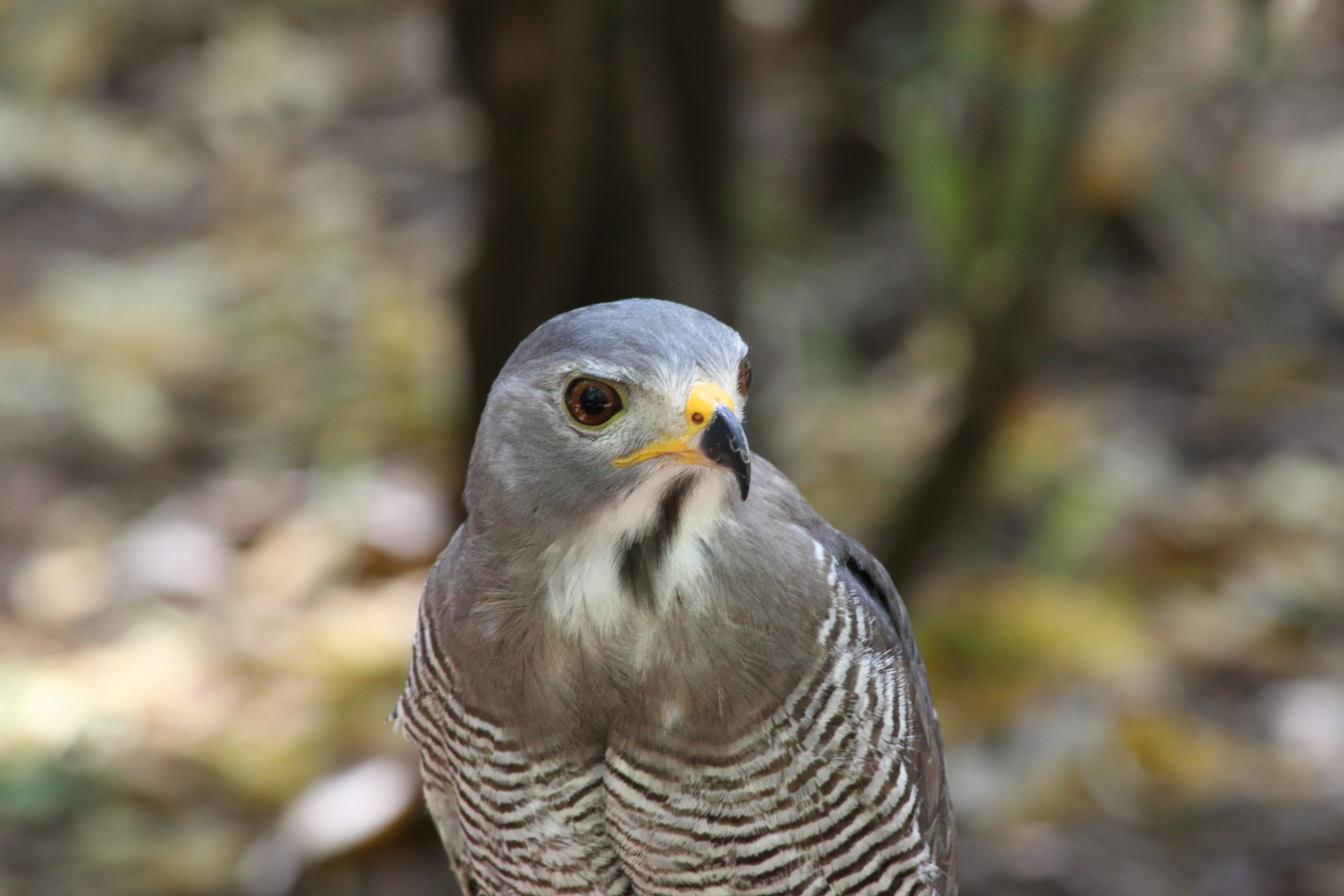
Яструб-ящірколов

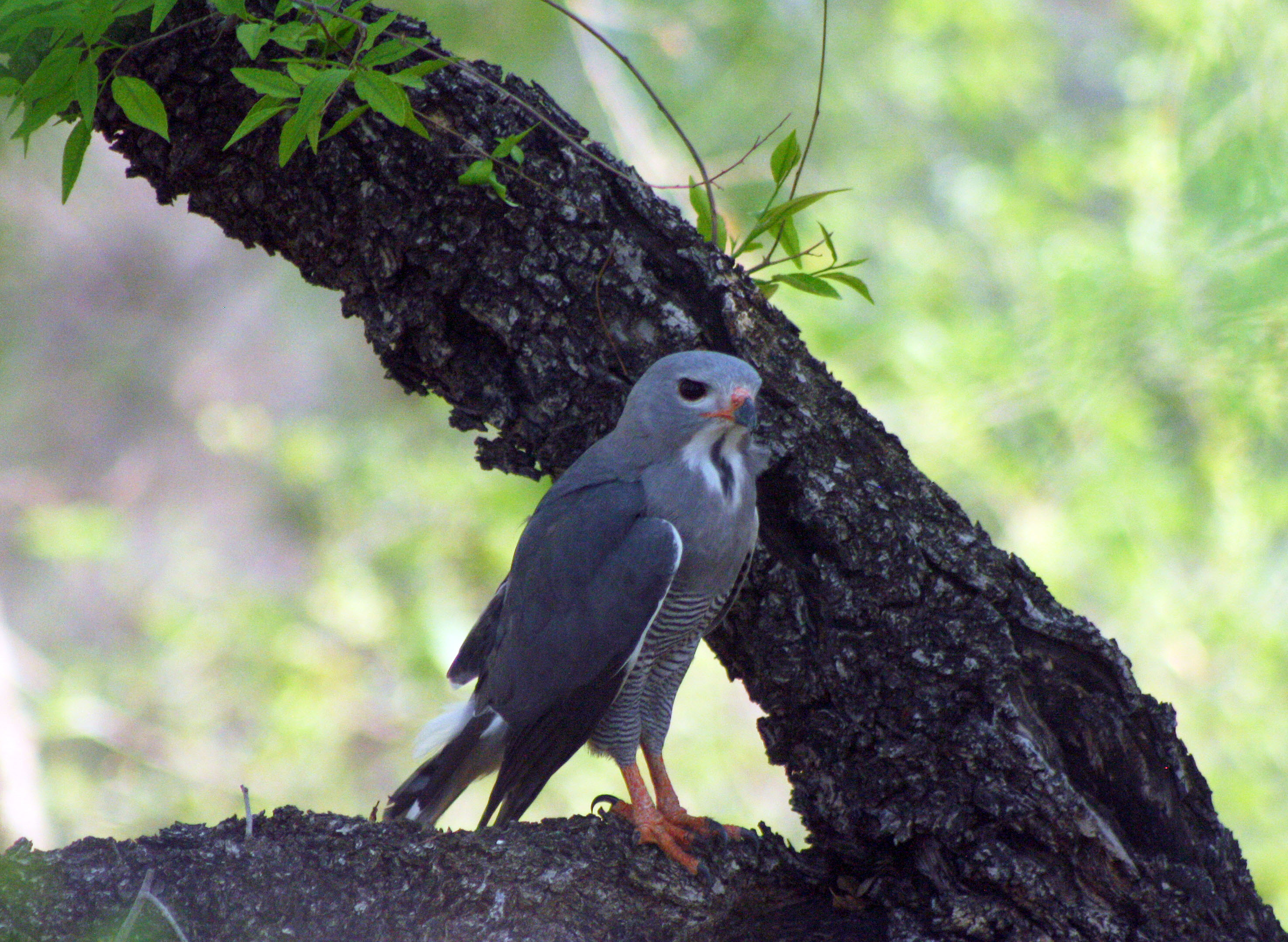
Яструб-ящірколов

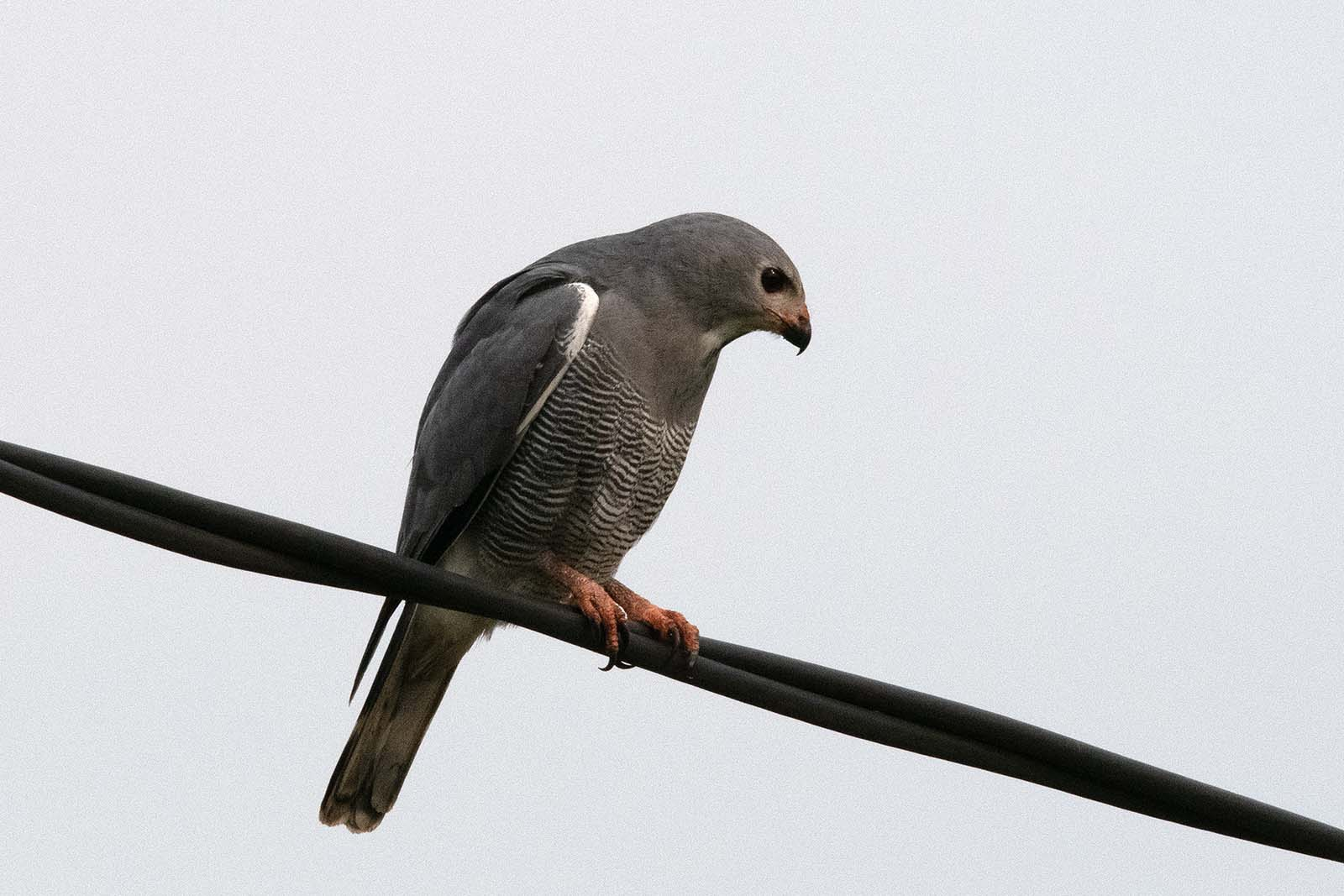
Яструб-ящірколов (Уганда)

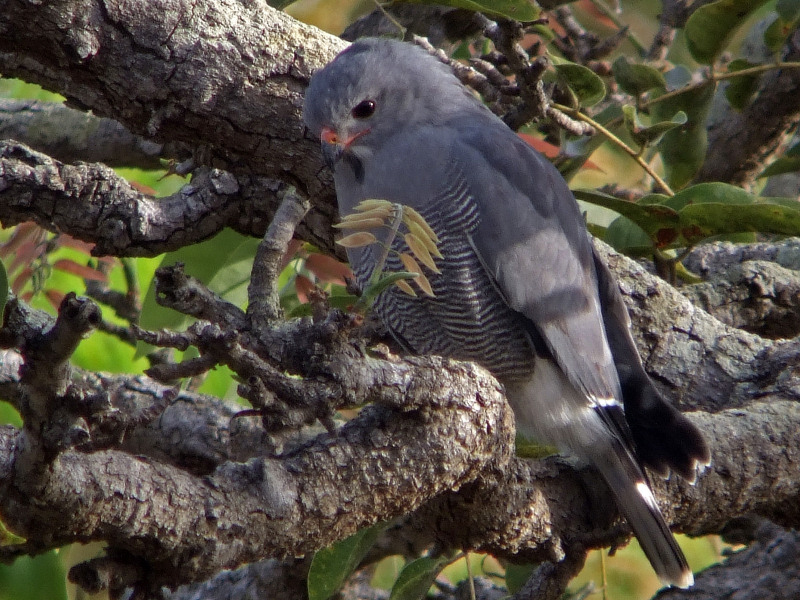
Яструб-ящірколов (Національний парк Дельта Салума, Сенегал)

Яструб-ящірколов — відносно невеликий, кремезний хижий птах з великою головою, коротким дзьобом і довгими лапами. Його середня довжина становить 30-38 см, розмах крил 63–79 см. Самці важать 220–275 г, самиці 282–340 г. Голова, шия, груди і верхня частина тіла сірі. На білому горлі є характерна вертикальна чорна смуга. Живіт смугастий, сіро-білий. Нижня сторона крил біла, кінчики крил темні. Хвіст чорний з однією, рідше двома білими смугами, на кінці білий. Колір очей варіюється від темно-червонувато-карого до чорного. Восковиця і лапи червоні або оранжево-червоні. Забарвлення молодих птахів подібне до забарвлення дорослих птахів, однак крила у них мають коричнюватий відтінок, а восковиця і лапи оранжево-жовті.

## Підвиди
Виділяють два підвиди:
- K. m. monogrammicus (Temminck, 1824) — від Сенегалу і Гамбії до Ефіопії і Кенії;
- K. m. meridionalis (Hartlaub, 1860) — від південної Кенії до Анголи, Намібії і ПАР.

## Поширення і екологія
Яструби-ящірколови живуть у лісистих саванах і рідколіссях, в міомбо, на узліссях тропічних лісів, в галерейних лісах, чагарникових заростях і садах. Ведуть переважно осілий спосіб життя. Зустрічаються поодинці або парами, на висоті до 1500 м над рівнем моря, місцями на висоті до 3000 м над рівнем моря. Вони живляться безхребетними, плазунами і ссавцями, на яких чатують, сидячи на гілці на висоті від 8 до 10 м над землею. В Західній Африці їх раціон на 61% складається з прямокрилих комах, на 27% з ящірок (зокрема з африканських мабуй і агам) і на 10% з дрібних гризунів. В Південній Африці основою їх раціону є ящірки, дрібні змії і терміти.
Яструби-ящірколови є моногамними птахами, утворюють тривалі пари. Сезон розмноження в Західній Африці триває з лютого по квітень, в Судані з березня по червень,  в Східній Африці з січня по березень і з серпня по жовтень, в Малаві з серпня по грудень. В ДР Конго яструби-ящірколови розмножуються протягом всього року. Гніздо чашоподібне, компактне, діаметром 40 см і глибиною 15 см, робиться з гілочок, встелюється мохом, лишайником, сухою травою і листям, розміщується на дереві, в розвилці між гілками, на висоті від 3 до 25 м над землею. Іноді яструби-ящірколови можуть захоплювати чужі гнізда. В кладці від 1 до 3 білих яєць, розміром 45×36 мм. Інкубаційний період триває 32-32 дні, насиджують переважно самиці. Пташенята покидають гніздо через 40 днів після вилуплення, однак батьки продовжують піклуватися про них ще приблизно 50 днів. За пташенятами доглядають і самиці, і самці.